# Itamar
Itamar (hebrejsky אִיתָמָר, podle biblického kněze Ítamara, v oficiálním přepisu do angličtiny Itamar) je izraelská osada a vesnice typu společná osada (jišuv kehilati) na Západním břehu Jordánu v distriktu Judea a Samaří a v Oblastní radě Šomron (Samařsko).

## Geografie
Nachází se v nadmořské výšce 660 metrů v centrální hornaté části Samařska, cca 6 km jihovýchodně od města Nábulus, cca 15 km severovýchodně od města Ariel, cca 45 km severoseverovýchodně od historického jádra Jeruzaléma a cca 50 km severovýchodně od centra Tel Avivu.
Na dopravní síť Západního břehu Jordánu je napojena pomocí lokálních silnic, které se pak napojují na dálnici číslo 60, která vede severojižním směrem napříč téměř celým regionem Samařska a propojuje Jeruzalém s městem Nábulus.
Jde o izolovanou izraelskou osadu situovanou hluboko do vnitrozemí Západního břehu Jordánu a obklopenou četnými palestinskými vesnicemi a městy (Rudžejb na západě, Awarta na jihu a Bajt Furik na severovýchodě). Pouze na jihovýchodní straně přechází území osady Itamar do prakticky neobydlené polopouštní krajiny, na svazích nad okrajem Jordánského údolí. Nejbližší izraelskou osadou je Har Bracha asi 4 km severozápadním směrem a Elon More asi 7 km na severovýchod.

## Dějiny
Obec Itamar vznikla v roce 1984. Prvními usedlíky byla skupina několika rodin okolo ješivy Machon Me'ir z Jeruzaléma. Původní název osady zněl Tel Chajim (podle Chajima Landaua, jednoho z velitelů vojenské irganizace Irgun a pozdějšího ministra izraelských vlád). Zpočátku sestávala osada ze dvou řad prefabrikovaných betonových domů. V osadě nebyla zavedena elektřina a proud dodával generátor. V domech chyběly telefonní linky. Počátkem 90. let byl na okraji vsi vysázen les s více než 30 tisíci stromy.
Od 2. poloviny 90. let 20. století vzniklo okolo vlastního Itamaru několik satelitních skupin domů, zejména jihovýchodním směrem. V roce 1996 to byla lokalita ha-Nekuda, v roce 1998 skupiny domů Kóta 851, Kóta 782, Kóta 836 a Gv'aot Olam,v roce 1999 byla osídlena Kóta 777. Podle údajů z roku 2007 žilo v těchto satelitních čtvrtích celkem 116 stálých obyvatel (nejvíce na Kótě 851). Další lokality byly sice stavebně využity, ale bez trvalého osídlení, jako třeba lokalita Itamar-sever, která sestávala jen z jednoho prázdného kovového kontejneru. Vznik mnoha z těchto satelitních lokalit obklopujících vlastní Itamar inicioval místní aktivista Avri Ran. Ten založil v roce 1998 i lokalitu Gv'aot Olam, kde se pak usadil a zřídil zde privátní ranč a organickou biofarmu. Žije na ní se svou početnou rodinou a rodinami svých dětí. Výrobky z farmy se objevují v maloobchodní síti v celém Izraeli.
Počátkem 21. století nebyl Itamar pro izolovanou polohu zahrnut do Izraelské bezpečnostní bariéry, která odděluje některé bloky izraelských osad od oblastí osídlených Palestinci. Budoucí existence obce je závislá na podmínkách případné mírové smlouvy mezi Izraelem a Palestinci.
Vzhledem k poloze hluboko ve vnitrozemí Západního břehu Jordánu byla vesnice opakovaně terčem palestinských útoků. 8. května 2001 byl zavražděn Arnaldo Agranionic, který působil jako strážce izolované farmy Chavat Binjamin, jež se nacházela na jednom z vrcholků východně od vlastní osady. 27. srpna 2001 zemřel při přepadení Me'ir Lixenberg, obyvatel Itamaru, když byl přepaden při jízdě na silnici mezi osadou Har Bracha a Itamar. 28. května 2002 pronikl do Itamaru palestinský ozbrojenec a zavraždil tři lidi předtím, než byl sám zabit. K akci se přihlásily Brigády mučedníků Al-Aksá. Infiltrace osady palestinským útočníkem se opakovala 20. června 2002. Zemřela tehdy čtyřicetiletá žena a tři její synové a dále její soused, který přišel napadené rodině na pomoc. Útočník pak byl zabit. K útoku se přihlásily Brigády mučedníků Al-Aksá a Lidová fronta pro osvobození Palestiny. V srpnu 2004 byl zabit jeden obyvatel Itamaru, když na něj před vjezdem do vesnice zahájil střelbu palestinský útočník. K akci se přihlásily Brigády mučedníků Al-Aksá. V noci 11. března 2011 pronikli do Itamaru dva palestinští teroristé. Ubodali manželský pár Fogelových a jejich tři děti včetně tříměsíčního kojence. Rok po vraždách byla slavnostně otevřena nová budova ješivy pojmenovaná Miškan Ehud podle zavražděného otce rodiny.

## Demografie
Obyvatelstvo v obci Itamar je v databázi rady Ješa popisováno jako převážně složené z nábožensky orientovaných Izraelců. Podle údajů z roku 2014 tvořili naprostou většinu obyvatel Židé (včetně statistické kategorie „ostatní“, která zahrnuje nearabské obyvatele židovského původu ale bez formální příslušnosti k židovskému náboženství).
Jde o menší obec vesnického typu s dlouhodobě rostoucí populací. K 31. prosinci 2014 zde žilo 1275 lidí. Během roku 2014 registrovaná populace stoupla o 24,3 %.
| Rok            | 1992 | 1993 | 1994 | 1995 | 1996 | 1997 | 1998 | 1999 | 2000 |
| -------------- | ---- | ---- | ---- | ---- | ---- | ---- | ---- | ---- | ---- |
| Počet obyvatel | 235  | 267  | 273  | 298  | 361  | 400  | 439  | 511  | 541  |

| Rok            | 2001 | 2002 | 2003 | 2004 | 2005 | 2006 | 2007 | 2008 | 2009 | 2010 | 2011 | 2012 | 2013 | 2014 |
| -------------- | ---- | ---- | ---- | ---- | ---- | ---- | ---- | ---- | ---- | ---- | ---- | ---- | ---- | ---- |
| Počet obyvatel | 562  | 534  | 557  | 600  | 651  | 698  | 750  | 785  | 1032 | 1101 | 1181 | 1024 | 1026 | 1275 |